# Acrocercops marmarauges
Acrocercops marmarauges is een vlinder uit de familie van de mineermotten (Gracillariidae). De wetenschappelijke naam van de soort werd voor het eerst geldig gepubliceerd in 1936 door Edward Meyrick.